# Urša Bežan
Urša Bežan (née le 24 mai 1994 à Kranj) est une nageuse slovène. Elle a participé aux Jeux olympiques d'été de 2012, prenant part aux relais 4 x 200 m nage libre (12e des séries. Cette même année, elle est médaillée de bronze aux Championnats d'Europe à l'occasion du relais 4 x 200 m nage libre.